# Harald Deilmann

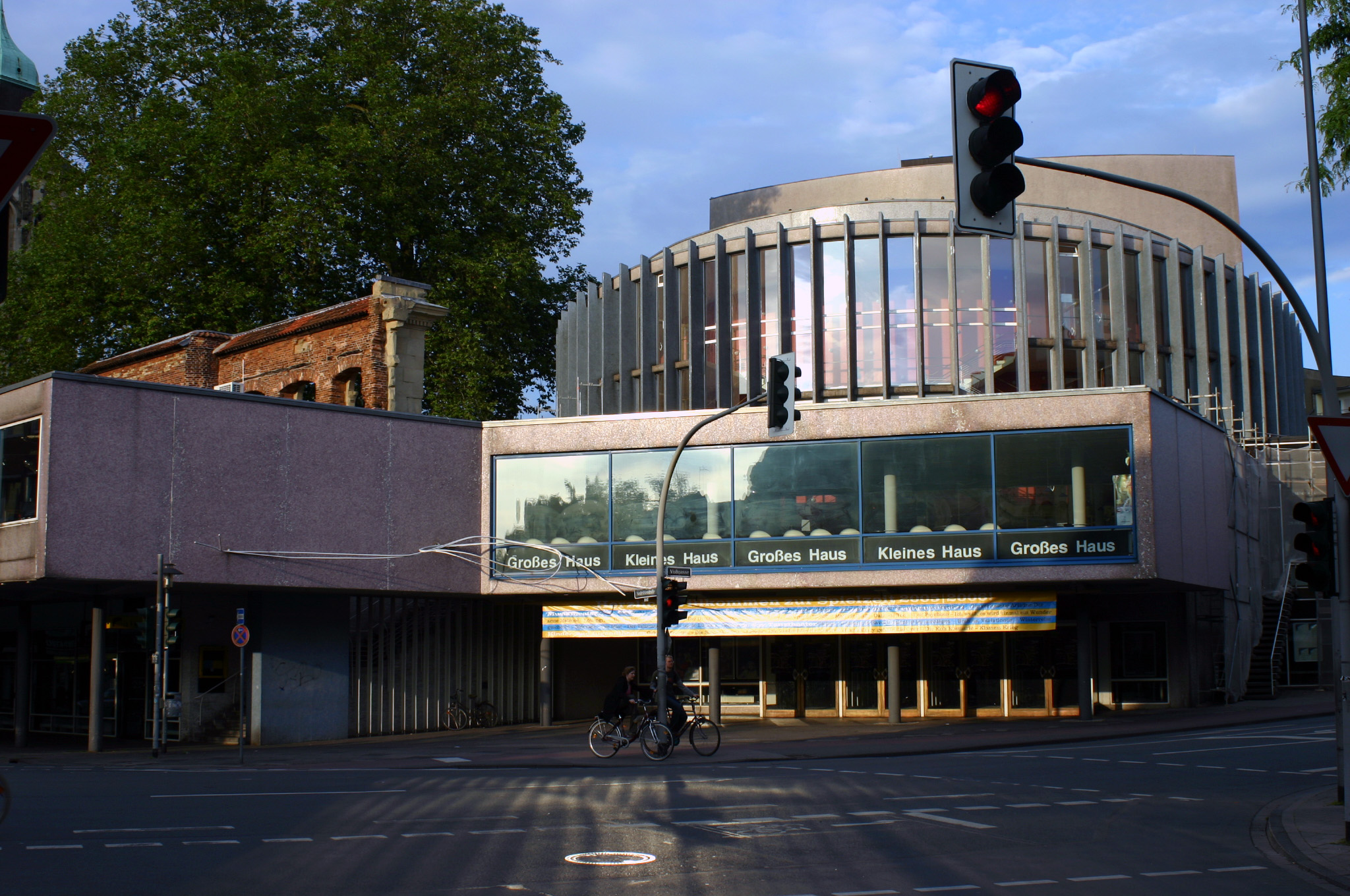
Théâtre de Münster

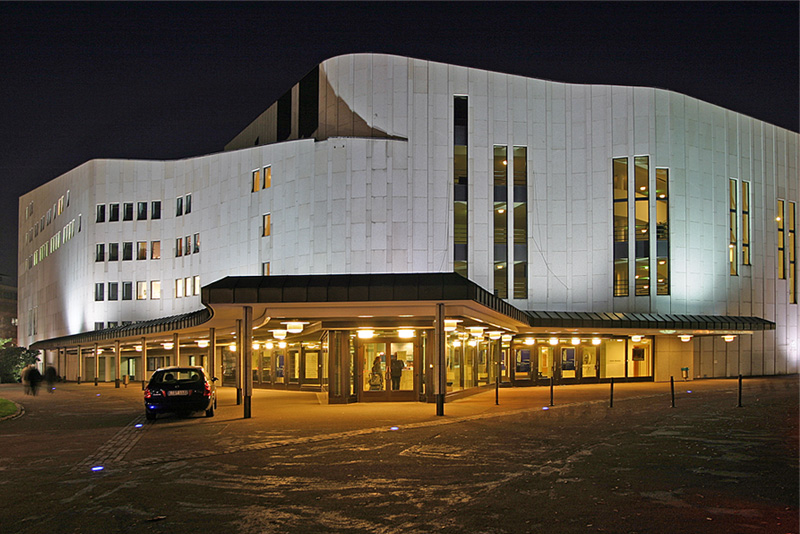
Opéra de Essen

Harald Deilmann (30 août 1920, Gladbeck - 1er janvier 2008, Münster) est un architecte allemand. Il est principalement connu pour ses travaux sur les bâtiments publics, comme des opéras ou des musées, à travers toute l'Allemagne et le monde entier. Il est membre de l'Akademie der Künste (Académie des Arts) à Berlin, ainsi que de la Deutsche Akademie für Städtebau und Landesplanung de Hanovre.
Parmi ses œuvres les plus connues, il y a le théâtre de Münster et l'opéra de Essen.
Deilmann arrête sa carrière en 1985 mais continue en indépendant jusqu'à sa mort.